# Boris Vian

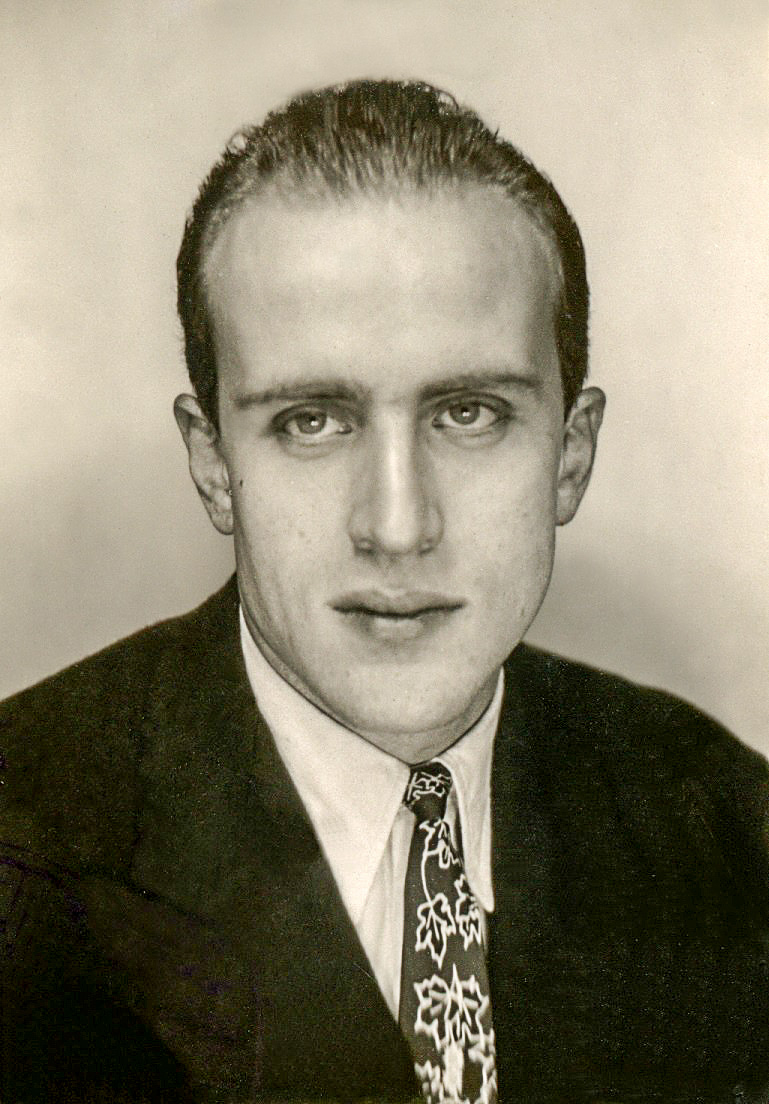
Boris Vian

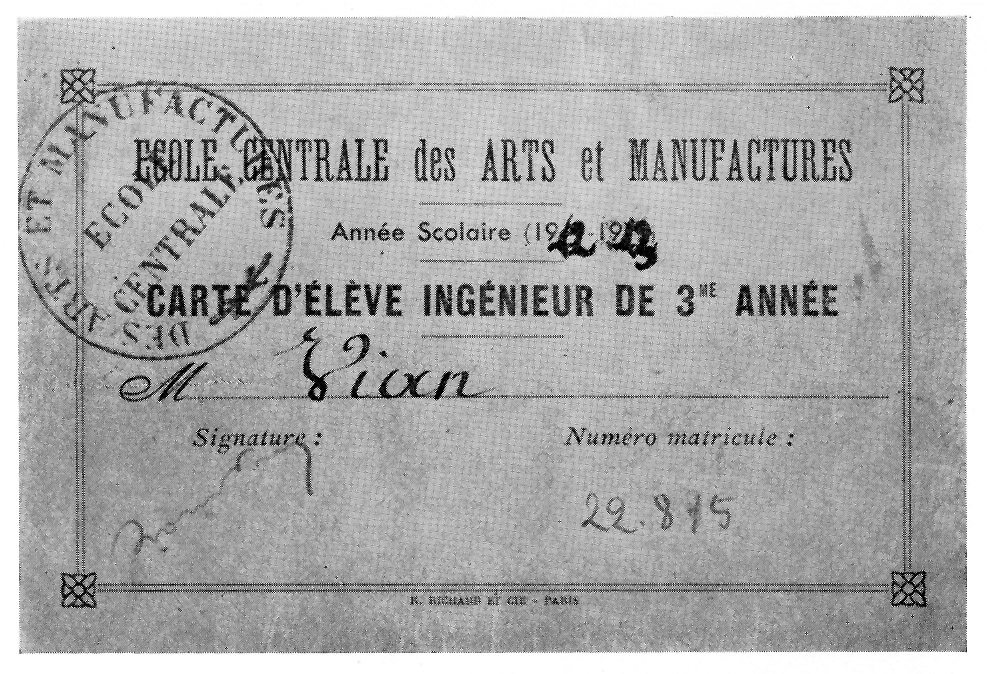
Studentenausweis von Boris Vian (3. Studienjahr)

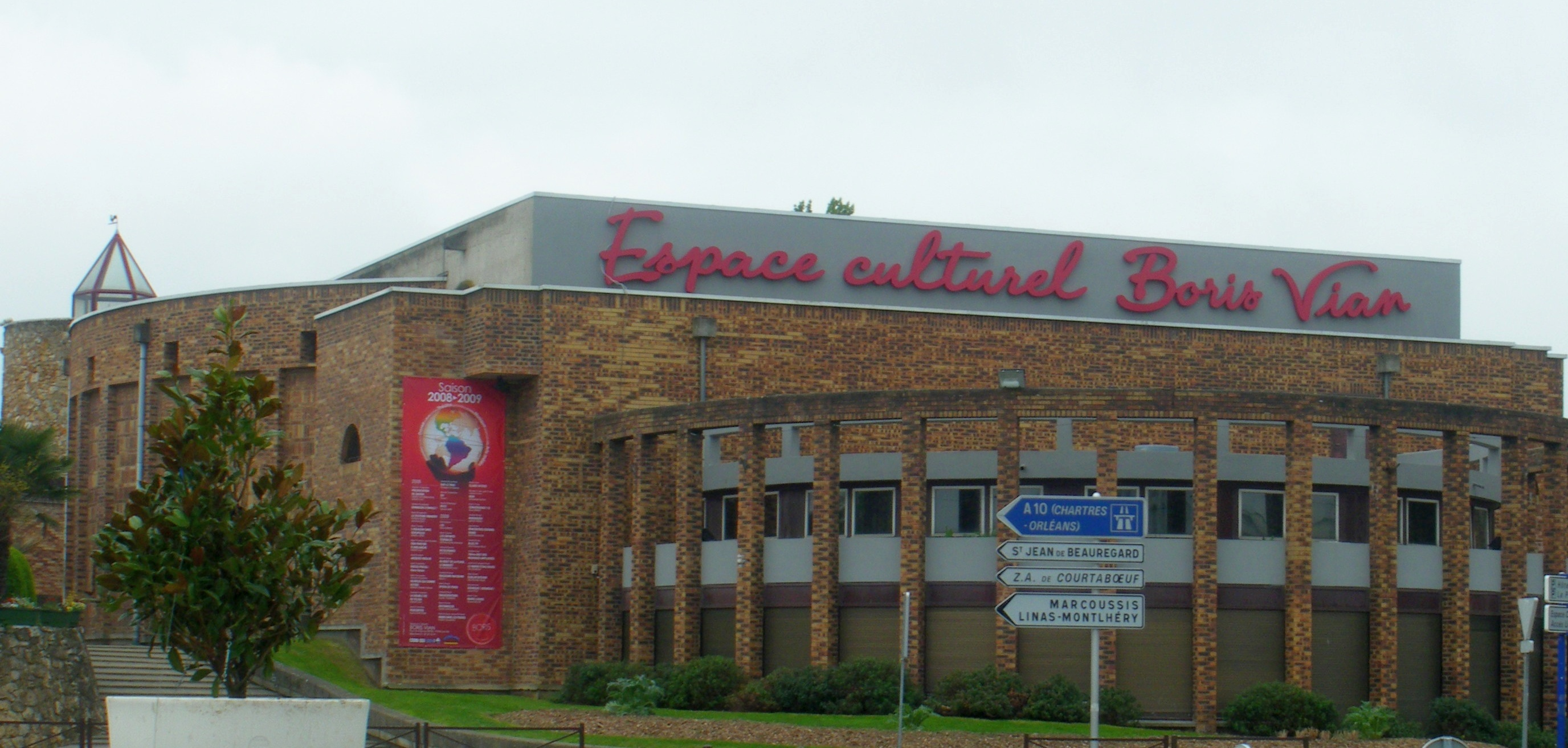
Kulturzentrum Espace culturel Boris Vian in Les Ulis

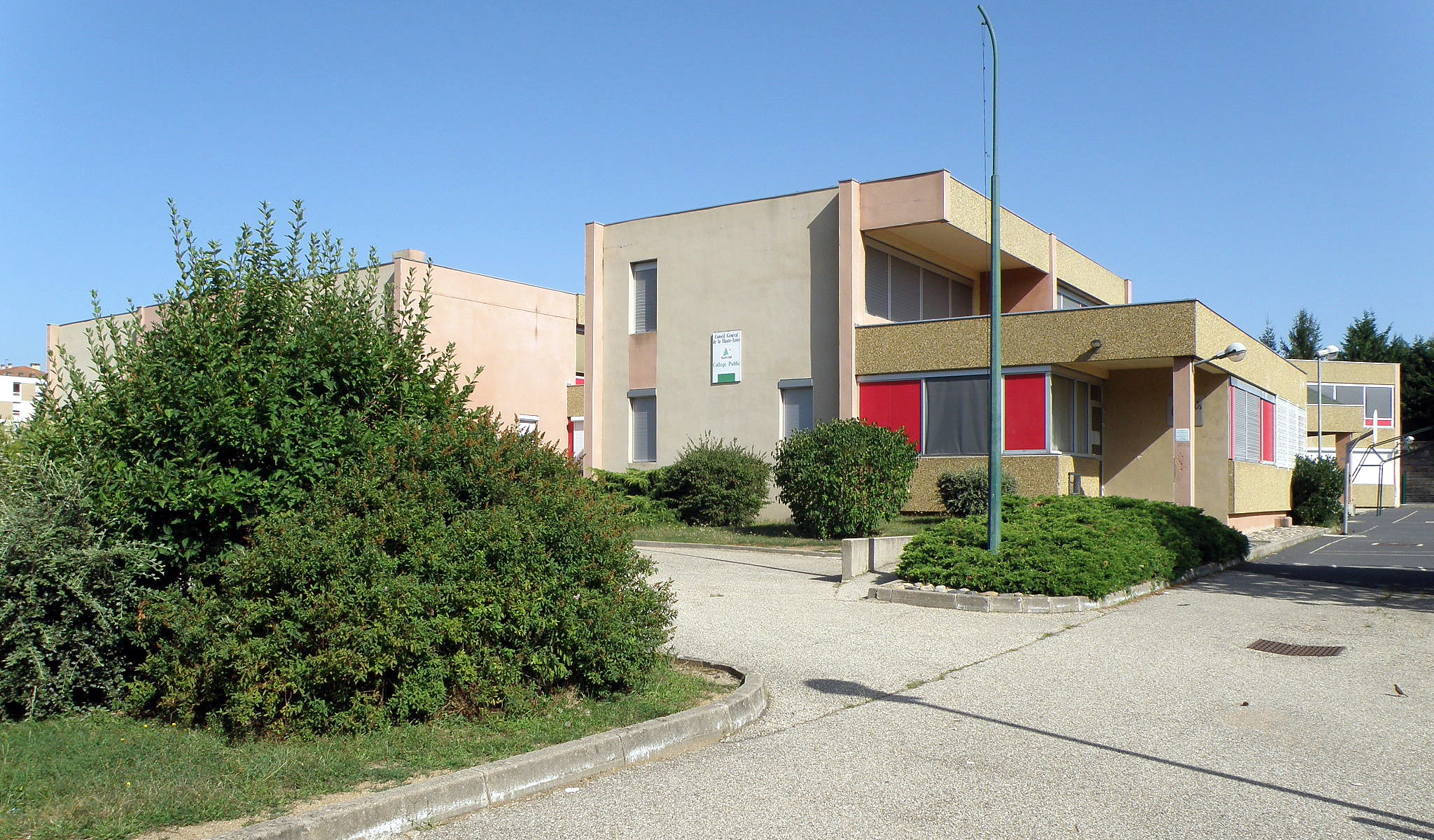
Collège public Boris Vian in Retournac (2009)

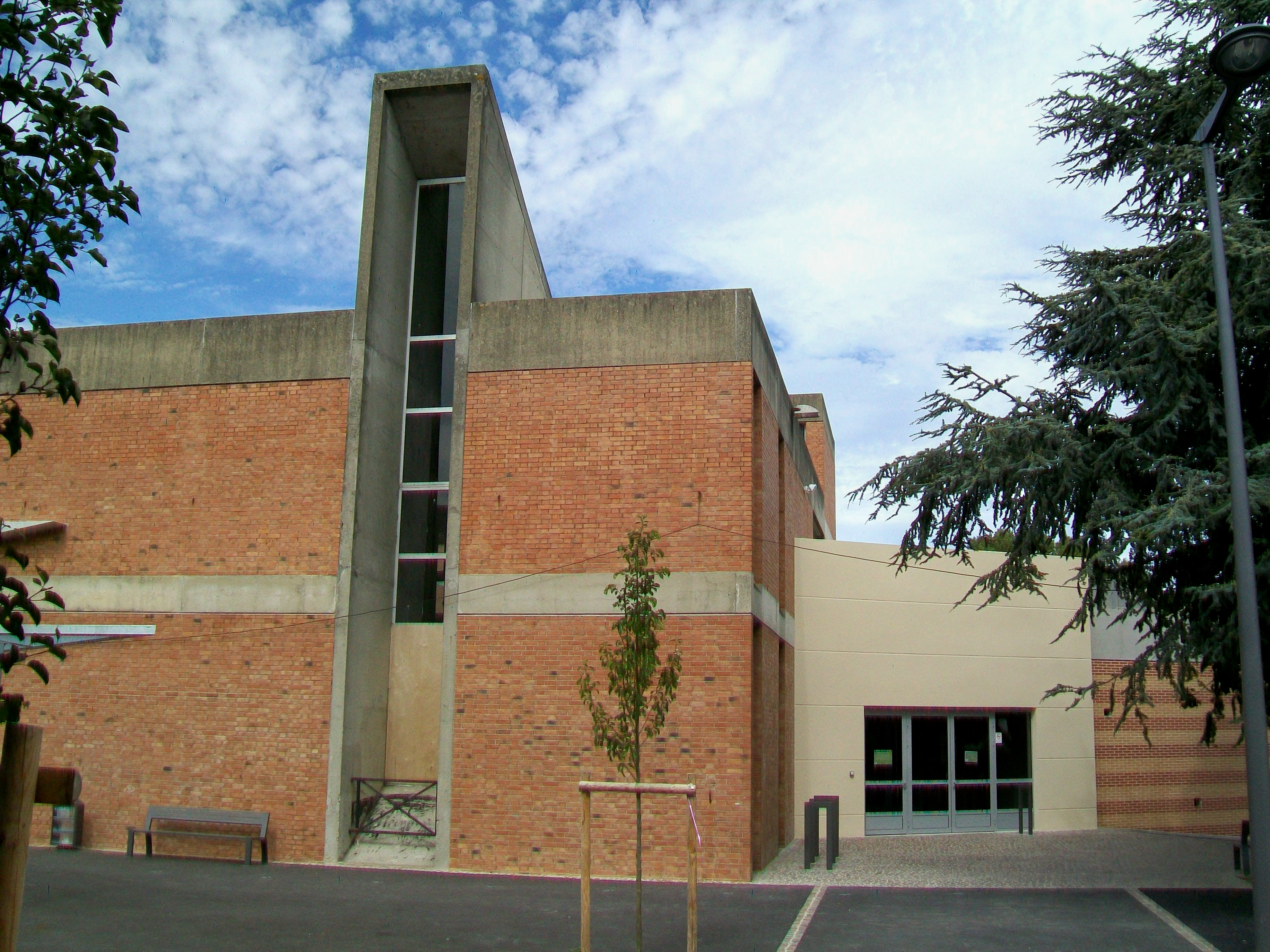
La médiathèque Boris Vian in Val-d’Oise (2011)

Boris Vian (* 10. März 1920 in Ville-d’Avray; † 23. Juni 1959 in Paris) war ein französischer Schriftsteller, Jazztrompeter, Chansonnier, Schauspieler, Übersetzer, wesentliches Mitglied des Collège de ’Pataphysique und Leiter der Jazzplattenabteilung bei Philips. Nach seinem Tod zunächst ein wenig in Vergessenheit geraten, gilt er heute wieder als einer der interessantesten Künstler der französischen Nachkriegszeit.

## Leben und Schaffen
Boris Vian verlebte seine Kindheit im Pariser Vorort Ville-d’Avray als jüngerer Sohn von Paul Vian, einem wohlhabenden Bürger, der Bronzefabrikant war, sein Vermögen jedoch mit Goldgeschäften verdiente. Als in der Weltwirtschaftskrise Anfang der 1930er Jahre diese Geschäfte kollabierten und Vian fast pleiteging, musste die Familie in das Gärtnerhaus des Anwesens umziehen. Die Villa wurde von den Eltern des Violinvirtuosen Yehudi Menuhin gemietet, der so Vians Spielkamerad wurde. Vian seinerseits lernte Trompete spielen.
Als Halbwüchsiger erkrankte Vian an Typhus und zog sich eine bleibende Schädigung des Herzmuskels zu. Nachdem er das Lycée Hoche in Versailles besucht hatte, wechselte er auf das Lycée Condorcet, eines der besten Pariser Gymnasien. Hier durchlief er nach dem Baccalauréat die Vorbereitungsklasse (Classe préparatoire) für die École Centrale Paris, die renommierte staatliche Pariser Technische Hochschule. 1939 bestand er die Aufnahmeprüfung (Concours) und begann ein Ingenieurstudium.
Im Juni 1940 flüchteten die Vians vor dem Einmarsch der Deutschen (blitz allemand) in ihr Ferienhaus an der Atlantikküste, wo auch andere betuchte Pariser Familien Zuflucht gesucht hatten. Auf den Partys, mit denen sich die jungen Leute hier die Zeit vertrieben, lernte Vian Michelle Léglise kennen. Er heiratete sie 1941 und bekam mit ihr zwei Kinder. Die Ehe wurde 1952 geschieden. Nach der Rückkehr ins besetzte Paris legte er 1942 das Diplom ab und erhielt einen Posten bei der Association française de normalisation, der französischen Normungsbehörde. Dort erfuhr er, was Bürokratie ist, hatte aber auch Muße für literarische Aktivitäten, z. B. einen ersten Roman, Vercoquin et le Plancton, oder Lyrik (Cent sonnets).
1944 wurde sein Vater von Einbrechern ermordet. Nach der Befreiung von Paris im August 1944 gewann Vian Anschluss an Intellektuellenkreise und gehörte u. a. einige Zeit zum engeren Zirkel um Jean-Paul Sartre, bis dieser ihn durch eine Liebelei mit Vians Frau und sein autoritäres Gehabe verdross.
1947 gab er seinen Angestelltenposten auf und schrieb als Journalist für verschiedene Zeitschriften, insbesondere eine regelmäßige ironische Chronique du menteur („Chronik des Lügners“) in Sartres Les Temps modernes. Daneben wirkte er als Übersetzer aus dem Amerikanischen sowie als Kritiker für Jazz-Musik. Abends spielte er Trompete in einem Jazzlokal in Saint-Germain-des-Prés.
1947 wurde er schlagartig bekannt durch den Skandal um den 1946 publizierten kurzen Roman J’irai cracher sur vos tombes (dt. Ich werde auf eure Gräber spucken), die angebliche Übersetzung eines Sex-and-crime-Romans eines angeblichen afro-amerikanischen Autors namens Vernon Sullivan. Das aufgrund einer Wette als Pastiche verfasste Werk, das übertriebene Brutalitäten und bewusste Ungereimtheiten enthielt, trug Vian eine Anklage und Verurteilung wegen Unmoral ein. Zugleich drohte es, sein Image in einer bestimmten Richtung festzulegen, zumal er 1947, 1948 und 1950 drei (nur noch mäßig erfolgreiche) weitere „Sullivans“ veröffentlichte.
Ebenfalls 1946 erschien sein heute bekanntestes Werk, der Roman L’Écume des jours (dt. Der Schaum der Tage), eine surrealistisch verfremdete elegisch-tragische Liebesgeschichte. L’Écume entwickelte sich in den 1960er/1970er Jahren zum Kultbuch einer Generation junger Leser.
Vians weitere Romane, L’Automne à Pékin (Herbst in Peking, 1946), L’Herbe rouge (Das rote Gras, 1950) und L’Arrache-cœur (Der Herzausreißer, 1954) sowie seine Erzählungen hatten keinen Erfolg, vermutlich weil sie keinen klassischen Handlungsverlauf aufweisen und mit Wortspielereien überladen sind. Anfang der 1950er Jahre gab Vian das Schreiben von Romanen auf.
Ab 1951 schrieb Vian Texte für den Hörfunk. 1958 arbeitete er mit Darius Milhaud an der Oper Fiesta. Er übersetzte Bücher von Raymond Chandler und A. E. van Vogt ins Französische und war als Musiker und Musikkritiker an der Rezeption der US-amerikanischen Popkultur in Frankreich beteiligt.
Nahezu erfolglos blieben Vians erste Stücke: Équarrissage pour tous (Abdeckerei für alle, 1947, Uraufführung 1950), eine groteske Tragödie, mit der er auf den Beginn des Kalten Krieges reagierte und vor einem dritten Weltkrieg warnte; oder Le Goûter des généraux (Das Gabelfrühstück der Generäle, 1950, Urauff. 1951), in dem er die irrationalen und lächerlichen Motive geißelt, mit denen die französische Regierung und Generalität das Land in Kolonialkriege, besonders den Indochinakrieg (1946–1954), gestürzt hätten. Einen gewissen Erfolg hatte Les bâtisseurs d’Empire (Die Reichserbauer, 1957, Urauff. postum 1959), ein scheinbar absurdes, de facto aber politisches Stück, das die Auswirkungen des Ende 1954 ausgebrochenen Algerienkriegs auf Frankreich selbst verarbeitet, wo viele gemäßigt linke Intellektuelle einen Militärputsch befürchteten.
Um 1950 verfasste Vian zahlreiche Gedichte über Partnerschaftsprobleme. 1952 wurde seine Ehe geschieden, nachdem seine Frau die Geliebte Jean-Paul Sartres geworden war. 1954 heiratete er seine zweite Frau, Ursula Kübler, die Tochter des Schweizer Schriftstellers Arnold Kübler. Die betreffenden Gedichte erschienen gesammelt in Cantilènes en gelée (Kantilenen in Aspik, 1949) und Je voudrais pas crever (Ich möchte nicht krepieren, 1953). Etliche seiner insgesamt etwa 400 Gedichte galten der Politik im Frankreich der Vierten Republik, das nach Kriegsende eine enorme Aufbruchstimmung erlebt hatte, doch um 1950 unter dem Druck der Kolonialkriege in eine Dauerkrise geriet, die die Franzosen frustrierte und polarisierte.
Einen neuerlichen Skandalerfolg erzielte Vian 1954 durch das Chanson Le déserteur (Der Deserteur), ein pazifistisches Lied, in dem er angesichts der französischen Niederlage in der Schlacht um Điện Biên Phủ und der Teilmobilisierung der französischen Armee für den Algerienkrieg zur Fahnenflucht aufrief, womit er den Zorn der Nationalisten und der Justiz auf sich zog. Le déserteur wurde 1955 verboten.
Ein akutes Lungenödem zwang Vian 1956 zu einem Kuraufenthalt in Saint-Tropez. Nach einem weiteren Zusammenbruch 1958 starb er 1959 während einer Voraufführung des Films, der eher gegen seinen Willen – weil von seinem Drehbuch abweichend – nach dem Roman J’irai cracher sur vos tombes gedreht worden war (Regie Michel Gast).
Vian arbeitete zu dieser Zeit als künstlerischer Direktor bei der Schallplatten-Abteilung der Firma Philips.

### Vian als Jazz-Musiker

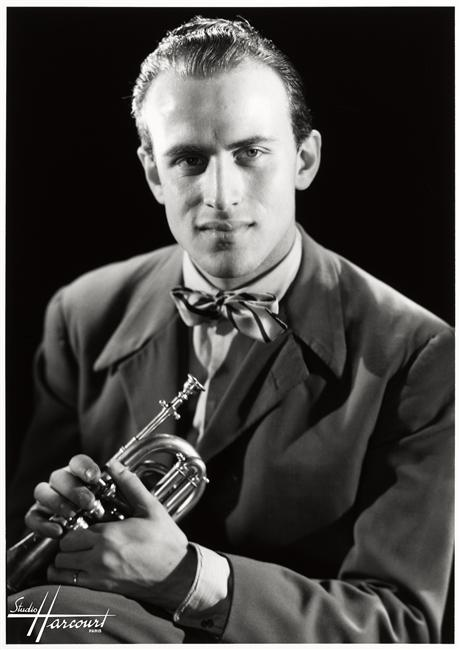
Vian 1948 auf einem Promotion-Foto des Studio Hancourt.

Schon während der deutschen Besatzungszeit spielte Vian Jazzmusik im Nachtklub Tabou in der Rue Dauphine in Saint-Germain-des-Prés in Paris. Er spielte eine kleine Taschentrompete, die er in seinen Gedichten als „trompinette“ bezeichnet. Er wurde Mitglied der Jazzband von Claude Abadie, die für Aufsehen sorgte; später trat er mit Hubert Fol und Claude Luter auf. Serge Gainsbourg sagte, dass Vians Auftritte ihn zum Komponieren inspiriert hätten.
Im Jahr 1948 verbot sein Arzt ihm, weiter Trompete zu spielen, was er jedoch ignorierte. Als Jazz-Enthusiast diente er US-amerikanischen Musikern wie Duke Ellington und Miles Davis als Verbindungsmann in Paris. Er schrieb für französische Jazz-Zeitschriften (Jazz Hot, Paris Jazz) und veröffentlichte unzählige Artikel über Jazz sowohl in Frankreich als auch in den USA.
Weiterhin schrieb er Chansons und trug sie selbst vor. Seine Lieder wurden aber auch von anderen Künstlern aufgenommen, u. a. Juliette Gréco, Nana Mouskouri, Yves Montand, Magali Noël und Henri Salvador.

### Film
Vian wurde gelegentlich als Schauspieler engagiert, so in Roger Vadims Literaturverfilmung Gefährliche Liebschaften (Les Liaisons dangereuses), 1959. Zudem arbeitete er mehrmals an Filmprojekten mit Michèle Arnaud und Raymond Queneau.

## Rezeption
Texte von Vian wurden häufig zensiert, weil er zur Zeit der französischen Kolonialkriege (1946–1962) sehr oft und scharf seiner pazifistischen Einstellung Ausdruck gab und Regierung und Militär kritisierte. Wegen seiner Vorliebe für Wortspiele aller Art sind auch seine Romane und seine Stücke kaum zu übersetzen, was die Rezeption Vians außerhalb der französischsprachigen Welt einschränkte.
Heute gilt er als Kultautor. Seine damals kaum beachteten Romane, besonders Der Schaum der Tage (L'Écume des jours), zählen zu den Klassikern der französischen Nachkriegsliteratur. Laut Le Monde vom 25. Dezember 2007 werden seine Bücher ständig in mehr als 100.000 Exemplaren jährlich gedruckt.
Deutsche Übersetzungen der Romane Vians wurden 1964–1966 vom Düsseldorfer Karl Rauch Verlag herausgegeben. In neuer Übersetzung wurden sie vom Berliner Verlag Wagenbach 2003 erneut aufgelegt. Darüber hinaus edierte der Verlag Zweitausendeins eine Gesamtausgabe seiner Werke; die Gestaltung der Einbände stammt von Art Spiegelman.
Vian gilt als ein bedeutender Protagonist des Existenzialismus.
Seit 1972 verleiht die „Académie du Jazz“ den nach dem Autor benannten französischen Jazzpreis Prix Boris Vian.
Der internationale Autorenkreis Oulipo, der 1960 vom Mathematiker François Le Lionnais und dem Schriftsteller Raymond Queneau gegründet wurde, vollendete Vians Fragment gebliebenen Roman On n'y échappe pas (Éditions Fayard, 2020).

## Werke

### Romane, Erzählungen, Lyrik (Auswahl)
- Trouble dans les Andains (1942) (dt.: Aufruhr in den Andennen, ISBN 3-8031-2243-0)
- L'Arrache-coeur (1942) (dt.: Der Herzausreißer, ISBN 3-8031-2257-0, zuerst im Karl Rauch Verlag, Düsseldorf 1966)
- L’Écume des jours (1946) (dt.: Der Schaum der Tage. ISBN 3-8031-1177-3, zuerst im Karl Rauch Verlag, Düsseldorf 1964 als Chloé. Wieder: Der Gischt der Tage. Neu-Übers., Nachw. Frank Heibert. Wagenbach-Verlag, Berlin 2017)
- L'Automne à Pékin (1946) (dt.: Herbst in Peking, ISBN 3-8031-2271-6, zuerst im Karl Rauch Verlag, Düsseldorf 1965)
- Vercoquin et le plancton (1946) (dt.: Drehwurm, Swing und das Plankton, ISBN 3-8031-2249-X)
- Cantilènes en gelée (Gedichte) 1949
- Les Fourmis (1949) (Die Ameisen und andere Erzählungen, ISBN 3-8031-1126-9)
- L'Herbe rouge (1950) (dt.: Das rote Gras, ISBN 3-8031-2233-3)
- Le Ratichon baigneur (1950)
- Visite chez Camille Bombois, maître des poids et maître de la toile (1952) (dt.: Besuch bei Camille Bombois. Boris Vian besucht einen Jahrmarktartisten und Künstler alter Schule. Piet Meyer Verlag, Bern 2012, ISBN 978-3-905799-21-7)
- La messe en Jean Mineur par J. S. Bachique, Privatdruck, Paris, 1957 (69 Exemplare)
- deutsch/französisch/englisch: Pornographische Gelegenheiten/Écrits Pornographiques. Aus dem Französischen von Klaus Völker und Stanley Chapman. Verlag Klaus G. Renner, Zürich (Auflage 99 Exemplare) 2011, ISBN 978-3-927480-63-6
- Le Loup-garou (Novellenband, 1970)
- Les Bâtisseurs d'empire

Unter dem Pseudonym Vernon Sullivan:
- J' irai cracher sur vos tombes (1946) (dt.: Ich werde auf eure Gräber spucken, ISBN 3-8031-2240-6)
- Les Morts ont tous la même peau (1947) (Tote haben alle dieselbe Haut, ISBN 3-8031-2244-9)
- Et on tuera tous les affreux (1948) (Wir werden alle Fiesen killen, ISBN 3-8031-2406-9)
- Elles se rendent pas compte (1950) (dt.: Die kapieren nicht, ISBN 3-8031-2258-9)

### Theaterstücke
- Équarrissage pour tous (Abdeckerei für alle; 1947). UA 1950
- Le Goûter des généraux (Das Gabelfrühstück der Generale; 1950). UA 1951
- Paris varie ou fluctuat nec mergitur. 1952
- Le Chevalier de Neige, ou les aventures de Lancelot (Der Schneeritter, oder Die Abenteuer von Lancelot). UA 1953[2]
- Les Bâtisseurs d'Empire ou Le Schmürz (Die Reichserbauer; 1957). UA 1959

### Libretti
- Le Chevalier de Neige. Oper (1957): Georges Delerue. UA 1957[2]
- Fiesta. Oper. Musik (1958): Darius Milhaud. UA 1958.
- L’écume des jours, Oper. Musik (1986): Edisson Wassiljewitsch Denissow. UA: Paris, Opéra-Comique 1986

### Chansons
- Le déserteur (Der Deserteur; 1954)
- Les jardins de banlieue

## Hörbuch
- Boris Vian: Schaum der Tage. Christoph Merian Verlag, Basel 2008, ISBN 978-3-85616-390-7

## Hörspiel-Adaptionen
- 2002: Schaum der Tage. Regie: Beate Andres, Übersetzung: Antje Pehnt. 53 Minuten, Schweizer Radio DRS WDR[3]
- 2002: Schaum der Tage. Regie: Ulrich Gerhardt, Übersetzung: Antje Pehnt. 88 Minuten, SWR[3]
- 2003: Tote haben alle dieselbe Haut. Regie: Regine Ahrem, Übersetzung: Asma Semler. 48 Minuten, RBB.
- 2004: Ich werde auf eure Gräber spucken. Regie: Igor Bauersima, Übersetzung: Eugen Helmlé, Mitwirkende: Igor Bauersima, Dominique Horwitz, Katharina Burowa, Bettina Kurth, Birgit Stöger, 86 Minuten, DLR/WDR.
- 2004: Das rote Gras – Bearbeitung und Regie: Christiane Ohaus (Hörspiel – DLR Berlin/NDR)

## Verfilmungen
Der Schaum der Tage wurde bislang viermal verfilmt:
- 1968: L'Écume des jours (Regie: Charles Belmont)
- 1993: Der Schaum der Tage (Regie: Michael Groote)
- 2001: Kuroe (Regie: Gô Rijû)
- 2013: L'Écume des jours (Regie: Michel Gondry)

## Filme
- Boris Vian – Ein wildes Leben in Saint-Germain. Dokumentation, Frankreich, 2009, 59 Min., Buch und Regie: Philippe Kohly, Produktion: Camera Lucida Productions, arte France, Inhaltsangabe von arte
- Pariser Luft mit Boris Vian. Musik-Revue, Frankreich, 2009, 90 Min., Regie: Marc Hollogne, Dialoge: Marc Hollogne, Marie-Pierre Farkas, Produktion: ARTE France, Inhaltsangabe von arte

## Video
- Les frères Vian „Sheikh of Araby“ im Archiv des Institut national de l’audiovisuel (INA)